# グレイシー・マンション

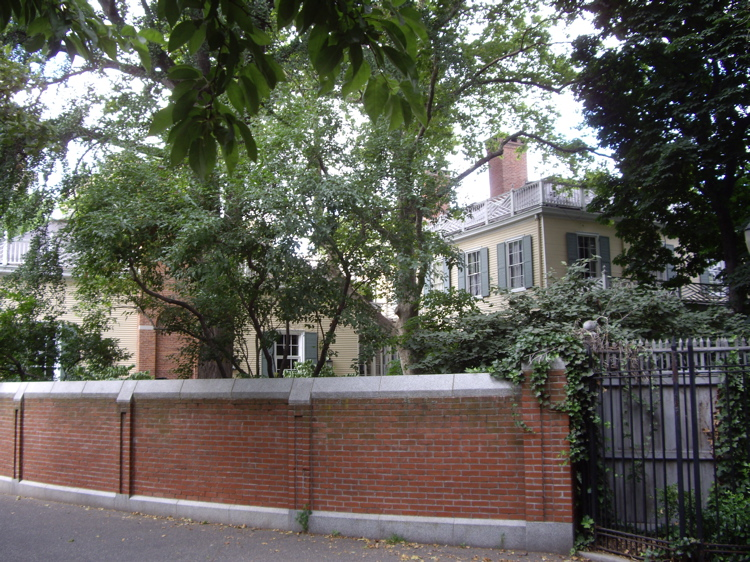
西側

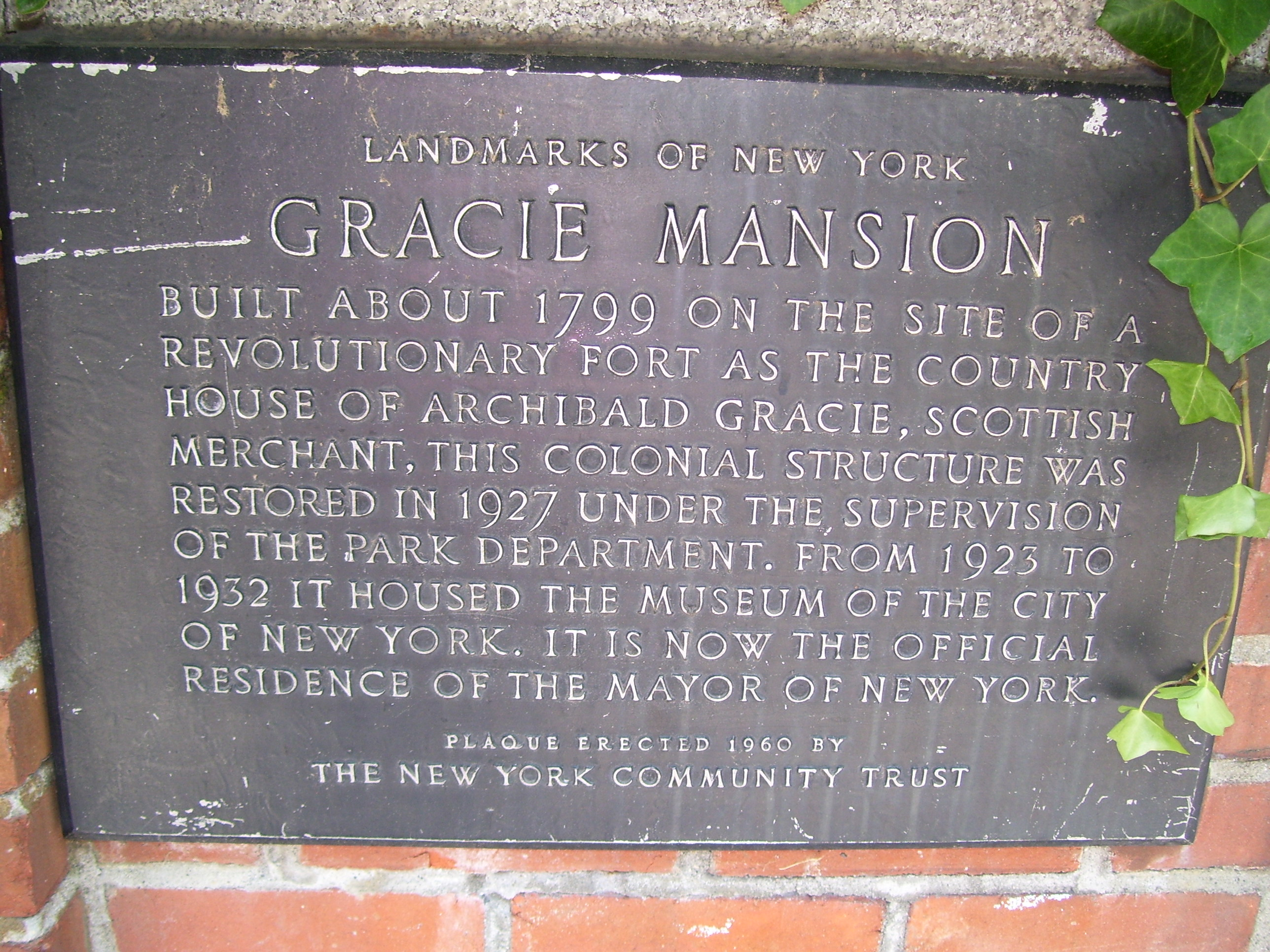
ランドマーク飾り額。

アーチボルド・グレイシー・マンション (Archibald Gracie Mansion) はニューヨーク市長官邸である。普通は単にグレイシー・マンション (Gracie Mansion) と呼ばれる。1799年に建設され、ニューヨーク市マンハッタン区アッパー・イースト・サイド（ヨークヴィル, en）のカール・シュルツ・パーク (en) 内のイースト・エンド・アベニューと88丁目の交差点に位置している。このマンションはイースト川に面し、ヘル・ゲート (en) 水路を望んでいる。

## 歴史

### 建設以前
アメリカ独立戦争時、ジョージ・ワシントンはヘル・ゲートが一望できるほぼこのマンションの敷地あたりに建っていた建物を占領した。その建物はベルビュー・マンション (Belview Mansion) と呼ばれており、ニューヨークの商人Jacob Waltonの郊外の別荘であった。イギリス軍は戦争中にこのマンションを破壊した。

### グレイシーの別荘
その後、1799年にアーチボルド・グレイシー (en) が別の建物をその地に建設し、借金の返済に充てるために売却する1823年まで郊外の別荘として使用していた。現在では、この建物はグレイシー・マンションと呼ばれるようになった。1801年秋、グレイシーはこのマンションでニューヨーク連邦主義者 (en) 会議を主催した。この会議はアレクサンダー・ハミルトンの呼びかけで、New York Evening Post紙（現New York Post紙）を創業するための$1万を集めるために開催された。

### ニューヨーク市による所有
1823年以降は、1896年にニューヨーク市政府によって押収されるまで他の人々によって使用されていた。ニューヨーク市政府によって、このマンションの敷地はカール・シュルツ・パーク (en) の一部へと改修された。こうして、このマンションは公園の一部として、公衆トイレやアイスクリーム売り場、教室が設置されるなど、1924年までは公共の場として利用されてきた。1924年から1936年までは、ニューヨーク市立博物館 (en) として使われ、この建物自体が歴史建造物として展示された。
1942年、ロバート・モーゼスはこのマンションを市長官邸とするようフィオレロ・ラガーディア市長を説得した。この市長官邸のメインの2フロアは一般公開されており、ガイドツアー限定の小さな博物館となっている。
グレイシー・マンションはアメリカ合衆国国家歴史登録財に1975年に登録された。

### 近年の出来事
このマンションはニューヨーク市の公務のためにのみ使用することができる。市への訪問者である公務員と市長の家族のみがこのマンションに住むまたは泊まることができる。これは市の税金で運営されているこのマンションが市の職員以外に利用されることを防ぐためである。そのため、ルドルフ・ジュリアーニ市長は彼の不倫相手（結婚していないので家族ではない）とこのマンションに住むことができなかった。ジュリアーニはこの場所から引っ越すこととなった。
同様にマイケル・ブルームバーグ市長もグレイシー・マンションに住むことはなかったが、彼はこの場所を会議やイベントそして市への公式訪問者の滞在場所として利用した。彼が市長職についた初期の頃に、彼はこのマンションの大規模な改修を主導した。この資金提供者は匿名であるが、億万長者である市長自身だったのではないかという憶測もある。
ビル・デブラシオ市長（2014年就任）は家族とともにグレイシー・マンションに居住している。

## 建築
アーチボルド・グレイシー (en) は木造二階建て連邦様式 (en) のマンションを建設した。その設計は著名な建築家のen:Ezra Weeksまたはニューヨーク市庁舎およびハミルトン・グレインジ (en、ハーレムに建つアレクサンダー・ハミルトンの別荘）の建築家であるen:John McComb, Jr.とされている。
Robert F. Wagner, Jr.'s市長の妻Susanの示唆により、マンションの西棟の新築計画が着手され、1966年に竣工した。この西棟は現在Susan B. Wagnerウイングと呼ばれており、建築家はen:Mott B. Schmidtである。当時はこの西棟は"モダン"ではないと批判されたが、後にこの小さなマンションを市の公務用に拡張するための適切な設計であったと評価されるようになった。グレイシー・マンション管理委員会 (Gracie Mansion Conservancy) はこのマンションの一部の改修を1981-84年に行い、2002年には大規模な装飾面・機能面での改修を行った。

## 大衆文化におけるグレイシー・マンション
- 映画サブウェイ・パニック（1974年）に登場
- 映画ゴーストバスターズ2（1989年）に登場
- 映画訣別の街（1996年）に登場
- en:Linda Fairsteinの小説Hell Gate（2010年）で重要な役割を果たす[7]
- TV番組The Yule Logのオリジナル版はこのマンションで撮影され1966年から1969年までen:WPIX-TVで放映された[8]